# Wereldkampioenschap superbike van Laguna Seca 2017
Het wereldkampioenschap superbike van Laguna Seca 2017 was de achtste ronde van het wereldkampioenschap superbike 2017. De races werden verreden op 8 en 9 juli 2017 op Laguna Seca nabij Monterey, Californië, Verenigde Staten. Tijdens het weekend kwam enkel het WK superbike in actie, het wereldkampioenschap Supersport was niet aanwezig op het circuit.

## Superbike

### Race 1
| Pos | Nr | Rijder               | Constructeur | Rondes | Tijd      | Grid | Punten |
| --- | -- | -------------------- | ------------ | ------ | --------- | ---- | ------ |
| 1   | 7  | Chaz Davies          | Ducati       | 25     | 35:14.812 | 3    | 25     |
| 2   | 1  | Jonathan Rea         | Kawasaki     | 25     | +1.202    | 2    | 20     |
| 3   | 66 | Tom Sykes            | Kawasaki     | 25     | +5.798    | 1    | 16     |
| 4   | 33 | Marco Melandri       | Ducati       | 25     | +17.574   | 4    | 13     |
| 5   | 12 | Javier Forés         | Ducati       | 25     | +21.159   | 7    | 11     |
| 6   | 2  | Leon Camier          | MV Agusta    | 25     | +23.016   | 9    | 10     |
| 7   | 81 | Jordi Torres         | BMW          | 25     | +31.986   | 11   | 9      |
| 8   | 60 | Michael van der Mark | Yamaha       | 25     | +32.933   | 13   | 8      |
| 9   | 36 | Leandro Mercado      | Aprilia      | 25     | +35.936   | 6    | 7      |
| 10  | 32 | Lorenzo Savadori     | Aprilia      | 25     | +36.912   | 10   | 6      |
| 11  | 6  | Stefan Bradl         | Honda        | 25     | +44.961   | 17   | 5      |
| 12  | 40 | Román Ramos          | Kawasaki     | 25     | +45.203   | 15   | 4      |
| 13  | 35 | Raffaele De Rosa     | BMW          | 25     | +45.901   | 14   | 3      |
| 14  | 15 | Alex de Angelis      | Kawasaki     | 25     | +46.043   | 12   | 2      |
| 15  | 45 | Jacob Gagne          | Honda        | 25     | +46.805   | 18   | 1      |
| 16  | 86 | Ayrton Badovini      | Kawasaki     | 25     | +54.463   | 20   |        |
| 17  | 88 | Randy Krummenacher   | Kawasaki     | 25     | +56.989   | 16   |        |
| 18  | 96 | Jakub Smrž           | Yamaha       | 25     | +1:06.108 | 19   |        |
| 19  | 37 | Ondřej Ježek         | Kawasaki     | 25     | +1:11.766 | 21   |        |
| DNF | 50 | Eugene Laverty       | Aprilia      | 10     | Ongeluk   | 5    |        |
| DNF | 22 | Alex Lowes           | Yamaha       | 6      | Ongeluk   | 8    |        |

### Race 2
| Pos | Nr | Rijder               | Constructeur | Rondes | Tijd        | Grid | Punten |
| --- | -- | -------------------- | ------------ | ------ | ----------- | ---- | ------ |
| 1   | 1  | Jonathan Rea         | Kawasaki     | 25     | 35:03.414   | 2    | 25     |
| 2   | 66 | Tom Sykes            | Kawasaki     | 25     | +2.887      | 1    | 20     |
| 3   | 7  | Chaz Davies          | Ducati       | 25     | +4.847      | 3    | 16     |
| 4   | 33 | Marco Melandri       | Ducati       | 25     | +17.159     | 4    | 13     |
| 5   | 12 | Javier Forés         | Ducati       | 25     | +22.741     | 7    | 11     |
| 6   | 50 | Eugene Laverty       | Aprilia      | 25     | +26.377     | 5    | 10     |
| 7   | 36 | Leandro Mercado      | Aprilia      | 25     | +28.475     | 6    | 9      |
| 8   | 32 | Lorenzo Savadori     | Aprilia      | 25     | +29.718     | 10   | 8      |
| 9   | 22 | Alex Lowes           | Yamaha       | 25     | +33.044     | 8    | 7      |
| 10  | 60 | Michael van der Mark | Yamaha       | 25     | +33.541     | 13   | 6      |
| 11  | 6  | Stefan Bradl         | Honda        | 25     | +36.756     | 17   | 5      |
| 12  | 40 | Román Ramos          | Kawasaki     | 25     | +43.031     | 15   | 4      |
| 13  | 15 | Alex de Angelis      | Kawasaki     | 25     | +47.306     | 12   | 3      |
| 14  | 88 | Randy Krummenacher   | Kawasaki     | 25     | +50.488     | 16   | 2      |
| 15  | 45 | Jacob Gagne          | Honda        | 25     | +51.093     | 18   | 1      |
| 16  | 96 | Jakub Smrž           | Yamaha       | 25     | +59.197     | 19   |        |
| 17  | 37 | Ondřej Ježek         | Kawasaki     | 25     | +1:00.571   | 21   |        |
| DNF | 86 | Ayrton Badovini      | Kawasaki     | 20     | Ongeluk     | 20   |        |
| DNF | 81 | Jordi Torres         | BMW          | 7      | Ongeluk     | 11   |        |
| DNF | 2  | Leon Camier          | MV Agusta    | 7      | Uitgevallen | 9    |        |
| DNF | 35 | Raffaele De Rosa     | BMW          | 3      | Ongeluk     | 14   |        |

## Tussenstanden na wedstrijd

### Superbike
| Pos | Nr | Rijder         | Team     | Punten |
| --- | -- | -------------- | -------- | ------ |
| 1   | 1  | Jonathan Rea   | Kawasaki | 341    |
| 2   | 66 | Tom Sykes      | Kawasaki | 282    |
| 3   | 7  | Chaz Davies    | Ducati   | 226    |
| 4   | 33 | Marco Melandri | Ducati   | 189    |
| 5   | 22 | Alex Lowes     | Yamaha   | 148    |

1995 · 1996 · 1997 · 1998 · 1999 · 2000 · 2001 · 2002 · 2003 · 2004 · 2013 · 2014 · 2015 · 2016 · 2017 · 2018 · 2019